# (5143) Héraclès
Pour les articles homonymes, voir Héraclès (homonymie).

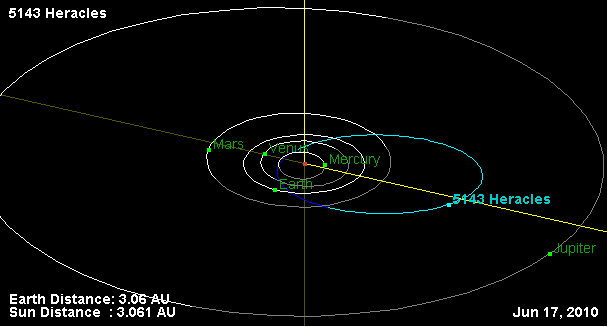
Trajectoire de l'astéroïde Héraclès (5143)

(5143) Héraclès (désignation internationale (5143) Heracles) est un astéroïde Apollon, herméocroiseur, cythérocroiseur et aréocroiseur découvert le 7 novembre 1991 à l'observatoire Palomar par l'astronome américaine Carolyn Shoemaker.
Sa désignation provisoire était 1991 VL. Il porte le nom du héros de la Grèce antique Héraclès.